# Emma Ríos
Emma Ríos Maneiro es una dibujante de historietas e ilustradora española, nacida en 1976 en Villagarcía de Arosa. Actualmente trabaja para el mercado estadounidense, mostrando una destacada influencia del manga.

## Biografía

### Infancia y juventud
Emma Ríos vivió en Orense, donde desde muy pequeña empezó a leer tebeos, como La Patrulla X de Chris Claremont, Nuevos Mutantes de Sienkiewicz y sobre todo Akira de Katsuhiro Ōtomo, que fue la que decantó su vocación. Descartó, sin embargo, el uso de grises, tramas y aguadas propios del manga en sus primeros fanzines de fotocopias, al valorar más el acabado de tinta de autores como John Buscema, Harvey Kurtzman o Jack Kirby.
En la Universidad de La Coruña se licenció en Arquitectura, la cual le proporcionaría un gran conocimiento del espacio, evidente en sus perspectivas y cambios del punto de vista. Compaginaba tales estudios con sus primeros escarceos en el mundo del cómic, donde había debutado a partir de mediados de los años 90 con varias colaboraciones en fanzines locales como El bolchevique vespertino, Esto es la guerra, Mensajes en una botella o Comikaze.

### Inicios profesionales (2002-2007)
Sin dejar su trabajo como arquitecta, Enma Ríos se unió al colectivo de dibujantes Polaqia, a través del cual continuó su serie A Prueba de Balas (2003) y en la que Pablo Pérez colaboró con los guiones. En 2005 también realizó ilustraciones para una campaña de publicidad de Ron Cacique.
Fue invitada al salón de Andenne en 2005 y 2006 y al de Angulema en 2006 por el stand del fanzine "L'inédit".
Tras varias historietas cortas para publicaciones de difusión nacional como "Dos veces breve" (2006) y Los Reyes Elfos: Historia de Faerie 2 fue galardonada con el premio a Autor Revelación en Expocómic 2008. Ese mismo año, colaboró en el proyecto de restauración del viaducto de San Pedro de Mezonzo (La Coruña), pintando a María Pita en una de sus columnas. También obtuvo la beca Lingua Comica de la Fundación Asef, que le permitió rematar un cómic en Japón.

### La aventura americana (2008-presente)
Después de ser reseñada por Warren Ellis en su página web, recibió una oferta de Matt Gagnon, editor de Boom! Studios, para realizar una miniserie de cuatro números. Dejó entonces el estudio de arquitectura en que trabajaba para volcarse en el cómic, y produjo Hexed (2008) con Michael Alan Nelson al guion y Cris Peter al color. Para entonces, ya era una de las estrellas del salón del cómic Viñetas desde el Atlántico,
En las Jornadas de Avilés conoció a CB Cebulski quien le puso en contacto con Nick Lowe, editor de Marvel Comics, ofreciéndole éste realizar un fill-in para Runaways, al que seguiría una miniserie de Doctor Strange, escrita por Mark Waid. También ha realizado, con guion de Ricardo Gómez, una adaptación de Amadís de Gaula para el Grupo SM.

## Obras
- A prueba de balas (2001, como fanzine; 2003, como comic book)
- Hexed (2008)
- Pretty Deadly (2013) volumen 1, 2 y 3
- Mirror 1 , 2
- I D

## Premios
- Primer premio del concurso de Arteixo (1998).
- 3º premio del certamen de historieta de Orense (2004).
- Premio a la mejor autora revelación en Expocómic, Madrid, 2008.[5]
- Premio Eisner 2020 a mejor portadista por ‘Bella Muerte’.[6]